# Puya micrantha
Puya micrantha är en gräsväxtart som beskrevs av Carl Christian Mez. Puya micrantha ingår i släktet Puya och familjen Bromeliaceae. Inga underarter finns listade i Catalogue of Life.

## Bildgalleri

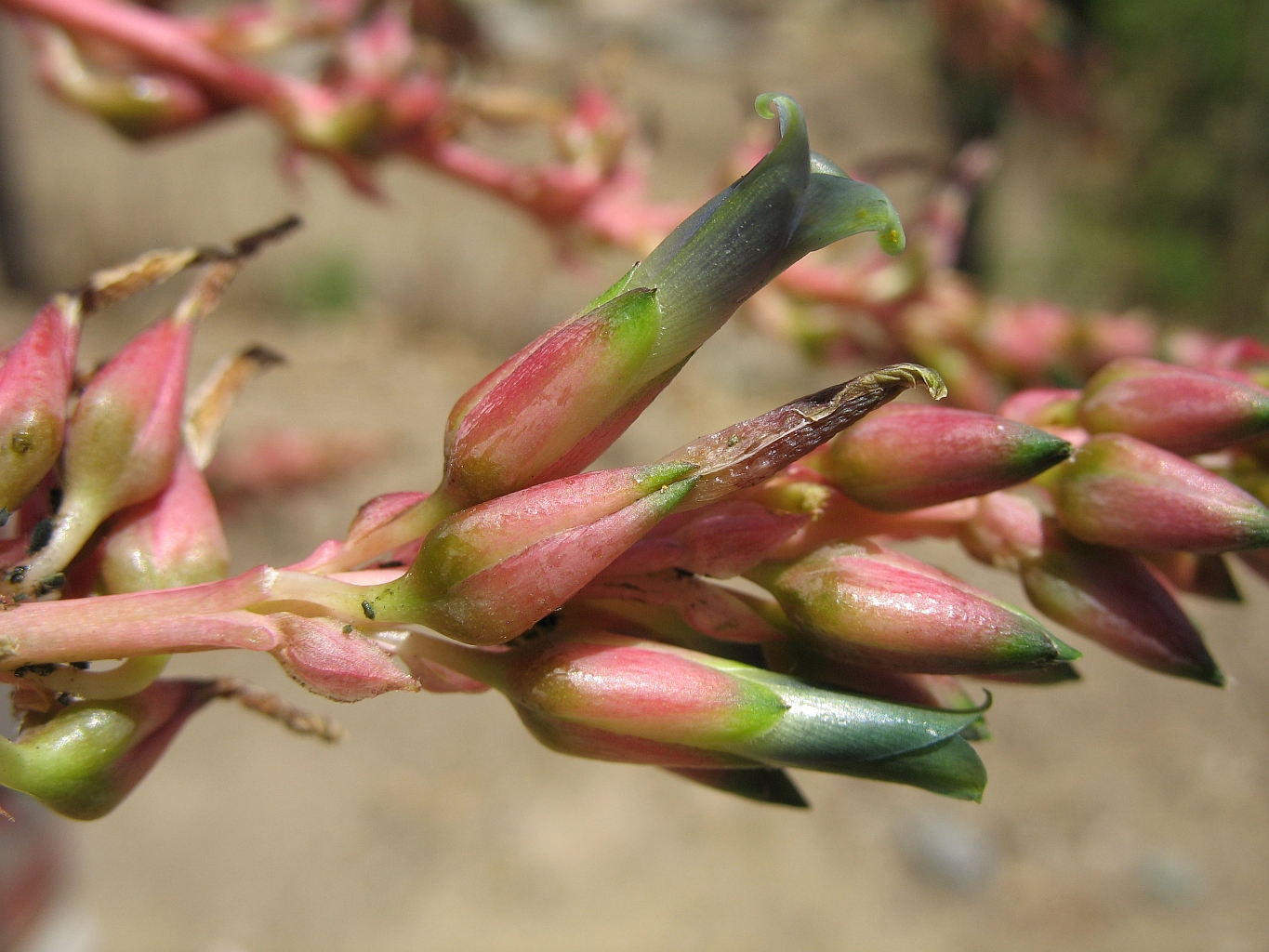